# Corning, Kalifornien
Corning är en stad (city) i Tehama County, i delstaten Kalifornien, USA. Enligt United States Census Bureau har staden en folkmängd på 7 680 invånare (2011) och en landarea på 9,2 km².